# Celiptera variolosa
Celiptera variolosa là một loài bướm đêm trong họ Erebidae.